# 米克營 (加利福尼亞州)
米克營（英語：Camp Meeker）是位於美國加利福尼亞州索諾馬縣的一個非建制地區。該地的面積和人口皆未知。

## 地理
米克營的座標為38°25′31″N 122°57′34″W / 38.42528°N 122.95944°W，而該地的平均海拔高度為101米（即331英尺）。